# Phi Beta Sigma

Phi Beta Sigma.

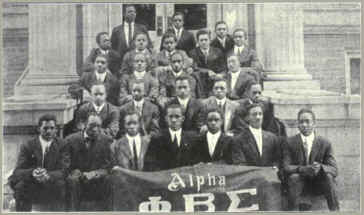
Première photo du Alpha Chapter, université Howard, vers 1914.

Phi Beta Sigma (ΦΒΣ) est une fraternité étudiante américaine.

## Histoire
Fondée le 9 janvier 1914 à l'université Howard par trois étudiants afro-américains : A. Langston Taylor, Leonard F. Morse et Charles I. Brown,.
Les fondateurs voulaient organiser une fraternité qui illustrent les idéaux de fraternité et de service à la communauté, par opposition à d'autres fraternités existantes,.

## Membres notables
- Personnalités politiques : Nnamdi Azikiwe, Kwame Nkrumah, William Richard Tolbert, John Lewis et William Tubman[2] ;
- scientifiques : George Washington Carver[1] ;
- militants : Huey P. Newton, Al Sharpton, A. Phillip Randolph[2] ;
- sportifs : Jerry Rice, Emmitt Smith, Hines Ward et Ryan Howard, Tony Barton, Al Joyner[2].